# Zlata Tkacz
Zlata Moisiejewna Tkacz, ros. Злата Моисеевна Ткач, rum. Zlata Tcaci (ur. 16 maja 1928 w Lozovej, zm. 1 stycznia 2006 w Kiszyniowie) – mołdawska kompozytorka i pedagog.

## Życiorys
Jej rodzice Moise Berehman i Fania Kofman pochodzili z bogatych żydowskich rodzin. Ojciec ukończył Konserwatorium i uczył gry na skrzypcach. Zlata urodziła się w Lozovej, gdzie jej babcia prowadziła firmę. Gdy miała 3 lata rodzina przeprowadziła się do Kiszyniowa. Po wybuchu wojny niemiecko-sowieckiej rodzina została ewakuowana, ale Zlata zgubiła się podczas podróży. Wsiadła sama na statek w Machaczkale i dotarła do Krasnowodzka. Początkowo mieszkała w rodzinie znajomej ze statku, ale widząc problemy z wyżywieniem postanowiła zamieszkać w domu dziecka. Wyjechała do Namanganu w Uzbekistanie. Dzięki kierowniczce domu dziecka odnalazła matkę, która w 1943 roku przyjechała i pracowała jako nauczycielka. W międzyczasie dotarł do Namanganu również ojciec, zwolniony z wojska z powodów zdrowotnych. W sierpniu 1944 roku rodzina wróciła do Kiszyniowa.
Po ukończeniu szkoły podstawowej Zlata rozpoczęła studia na uniwersytecie w Kiszyniowie. Studiowała fizykę i matematykę, ale wkrótce przerwała studia i zaczęła naukę na Wydziale Muzykologii Konserwatorium w Kiszyniowie. W 1949 roku wyszła za mąż za Jefrima Tcaci, a w 1952 roku skończyła studia. W latach 1952–1962 uczyła w szkole muzycznej w Kiszyniowie. Cały czas komponowała, a w 1957 roku rozpoczęła naukę w klasie kompozycji Leonida Gurowa. Po zakończeniu nauki pozostała w Konserwatorium i pracowała jako wykładowca do końca życia. W 1986 roku otrzymała tytuł została profesora nadzwyczajnego, a w 1993 profesora kompozycji. W 1962 roku została członkiem Związku Kompozytorów Mołdawii.

## Odznaczenia
- 1974 Honorowa Artystka Mołdawskiej SRR[3]
- 1982 Nagroda Państwowa Mołdawii[3]
- 1998 Kawaler Orderu Gloria Muncii[3]

## Twórczość (wybór)
Zlata Tkacz skomponowała około 800 utworów. Są wśród nich: sonaty, kwartety smyczkowe, muzyka wokalna, utwory chóralne i instrumentalne, kantaty, opery, balet, miniatury instrumentalne, piosenki dla dzieci oraz muzyka filmowa. Skomponowała między innymi:

### Balet
- 1979: Andries balet do utworu Emiliana Bucova

### Opery
- 1981: Floricica-floricea opera libretto Victor Ciudin
- 1983: Capra cu trei iezi opera libretto Grigorij Wijeru
- 1985: Un pas în nemurire opera libretto Emilian Bukov
- 1987: Unchiul meu din Paris opera na podstawie utworu Aureliu Busuioca
- 1988: Micul prinț opera na podstawie utworu Antoine de Saint-Exupéry

### Utwory wokalne
- 1981: Plai de cint, plai de dor na chór
- 1981: Povestea codrului na chór dziecięcy
- 1991: Numele sau sfint cykl wokalny do tekstu Owsieja Driza
- 1993: Iad-Va-shem na głos, perkusję i orkiestrę kameralną
- 1983: Eu muzica as scrie na głos i fortepian do wiersza Robierta Rożdiestwienskiego
- 1992: Idise oisiis (1992) na chór do wiersza Ichiła Szrajbmana
- 1995: Vajs gadol, vajs kados na baryton i orkiestrę do wiersza Mojsze Lemstera
- 1998: Doina la fluer, Ciocirlia na chór mieszany a capella do utworu Vasile Romanciuca
- 2001: De profundis do wiersza Miroslavy Metleaevaej

### Utwory instrumentalne
- 1982: Quatuor à cordes n° 1
- 1982: 2 suite din balet Andrieș na orkiestrę symfoniczną
- 1989: Dublu concert pentru flaute na orkiestrę symfoniczną
- 1995: 5 peșrevuri de Dmitrie Cantemir na kwartet smyczkowy
- 1993: Aureliu Busuioc na orkiestrę kameralną
- 1995: Perpetuum mobile na skrzypce
- 2020: Concerto na fortepian i orkiestrę symfoniczną

## Upamiętnienie
Od 2010 roku przez Żydowskie Centrum Kultury KEDEM, Filharmonię Narodową, American Jewish Joint Distribution Committee w Mołdawii, pod patronatem Ministerstwa Edukacji, Kultury i Badań Naukowych jest organizowany Międzynarodowy Konkurs Młodych Wykonawców Zlata Tcaci.